# Droit colonial néerlandais

Le gouverneur de Java oriental dans le palais de justice de Surabaya vers 1935.

Le droit colonial néerlandais est le droit appliqué historiquement dans l'empire colonial néerlandais. Il a essentiellement eu cours dans les Indes orientales néerlandaises entre 1602 et 1942, et a ainsi eu une influence particulière sur le droit indonésien d'aujourd'hui.

## Indes orientales
Initialement, il n'y avait que le droit naval applicable principalement aux citoyens néerlandais dans les territoires acquis par la Compagnie néerlandaise des Indes orientales (1602-1799). Puis le droit fut complété par la pratique juridique néerlandaise à Batavia (Jakarta actuelle), concrétisée dans les Statuts de Batavia en 1642 (révisés en 1766). Ces derniers tentèrent d'incorporer le droit javanais, en particulier en ce qui concerne la place spéciale de l'islam dans le mariage, le divorce et l'héritage. Bien que le droit local soit resté valable en théorie, l'ingérence croissante de l'administration de la Compagnie néerlandaise des Indes orientales dans la vie politique et économique de l'île entraîna la disparition du droit écrit au profit du droit coutumier adat, plus facile à manipuler pour les juges néerlandais. Cela était la solution la plus économique et aisée pour les Néerlandais, car la justice et le droit dans les colonies et comptoirs leur importaient peu tant que cela ne touchait pas à leurs intérêts commerciaux.

Tribunal coutumier colonial.

Le développement du droit colonial fut entravé par les difficultés politique de la métropole. Ce n'est qu'au début du XIXe siècle qu'un État néerlandais national fut créé. La Constitution des Indes orientales néerlandaises de 1854 établit deux principes fondamentaux : le principe de concordance, assurant que les Néerlandais résidant aux Indes étaient soumis aux mêmes lois que ceux vivant dans la métropole, et le principe de dualité, selon lequel les populations locales restaient sous le régime de leurs lois dites indigènes. Cette division des ordres judiciaires selon un statut personnel donnait lieu à un système démesurément complexe, avec dix-sept circonscriptions censées appliquer autant d'adat différents, et des exceptions pour la noblesse bureaucratique (priyayi) ainsi que pour les gens asiatiques non-indonésiens. Ainsi, malgré la revendication d'un État de droit, l'utilisation opportuniste du droit prévalait souvent, notamment lorsque cela entravait les intérêts économiques occidentaux.

## Colonie du Cap
Alors que dans les autres colonies européennes, les administrateurs essayaient souvent de limiter ou réguler l'expansion des colons, au Cap, la Compagnie néerlandaise des Indes orientales décide rapidement de légaliser les kommando boer en leur accordant des droits plus vagues sur les terres. Au fur et à mesure que les Khoïkhoï perdent du pouvoir, la VOC cherche de moins en moins à formaliser les cadastres. 
Au Cap, les enfants nés hors mariage étaient tolérés par les juristes lorsque les parents n'étaient mariés à personne (les enfants sont alors appelés speelkinderen), mais lorsqu'ils avaient commis un adultère, les enfants n'avaient alors aucun droit d'héritage.

## Ceylan
À Galle, les Néerlandais établissent un landraad auquel tentent d'accéder des membres des minorités ethniques de la colonie, afin de gagner en influence. Dans les jugements de l'époque néerlandaise à Ceylan, des lois de toutes origines sont utilisées et croisées les unes avec les autres.
Les propriétés sont consignées dans un cadastre appelé thombo (en). Au long du XVIIIe siècle, l'administration néerlandaise continue de s'appuyer sur les registres en feuilles de palme, appelé ôles, mais elle tente en même temps de les discréditer et de les faire remplacer par des documents en papier. Les personnes affranchies reçoivent rarement des dons de terre de la part de leurs anciens maïtres.

## Suriname

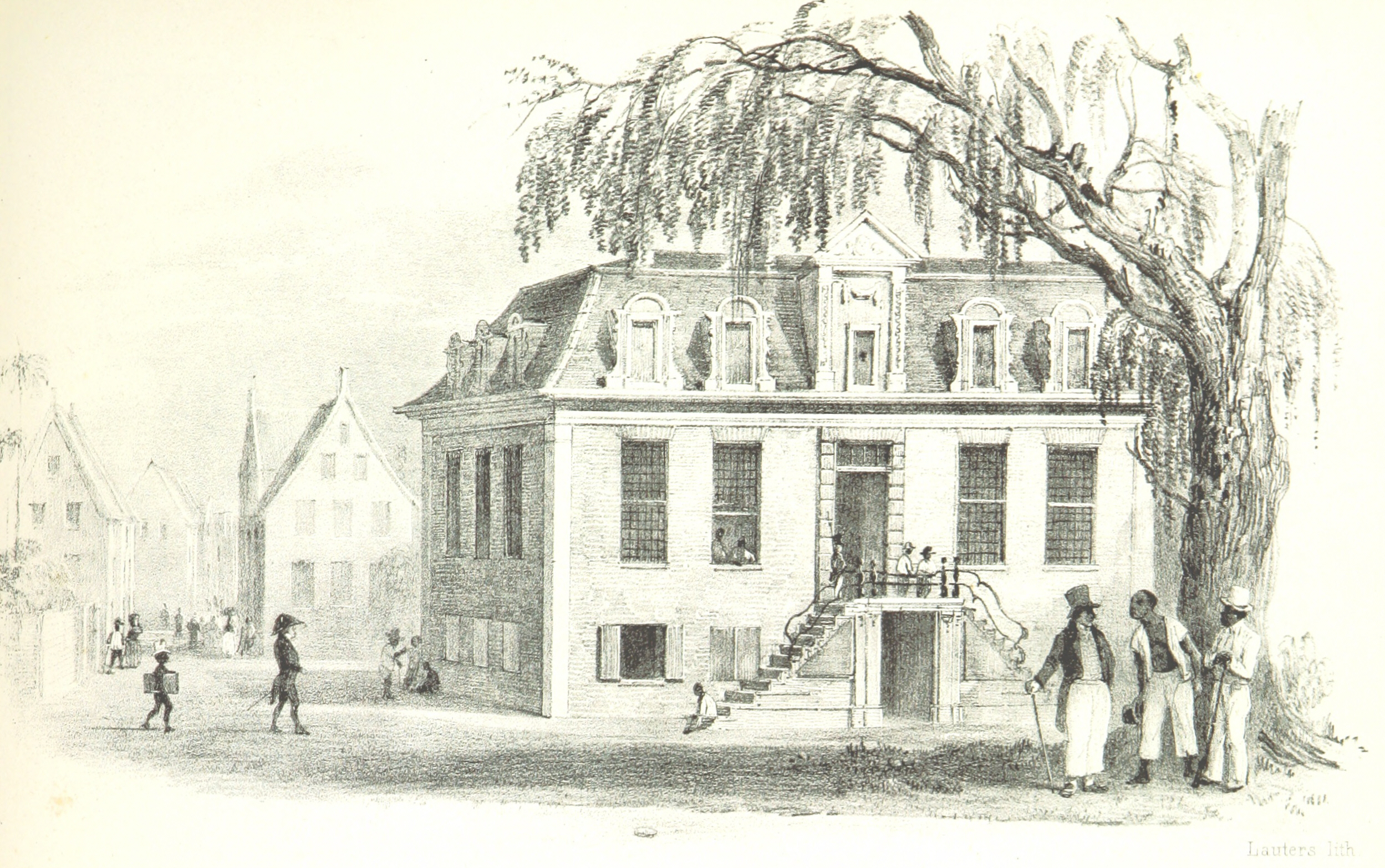
Le tribunal de Paramaribo, construit vers la fin du XVIIIe siècle. C'est aujourd'hui le siège de la Cour de justice, une haute juridiction surinamaise.

Dans la colonie du Suriname, le pouvoir législatif et judiciaire est manié par le Raad van Politie en Criminele Justitie (nl), élu par les membres de la classe de la plantocratie (en).

### Justice esclavagiste
Les personnes esclavagées sont poursuivis et punis de manière cruelle, avec des supplices comme par exemple le fait de pendre quelqu'un par un crochet passé sous les côtes. L'usage de la peine de mort décroît au long du XIXe siècle, au profit des châtiments corporels. Les minutes des procès sont soigneusement consignées.
Trois hommes sont particulièrement connus pour leur expérience de la justice surinamaise. En 1832, Present, Mentor et Kodjo sont condamnés à mort pour l'incendie de 1832 à Paramaribo (nl).

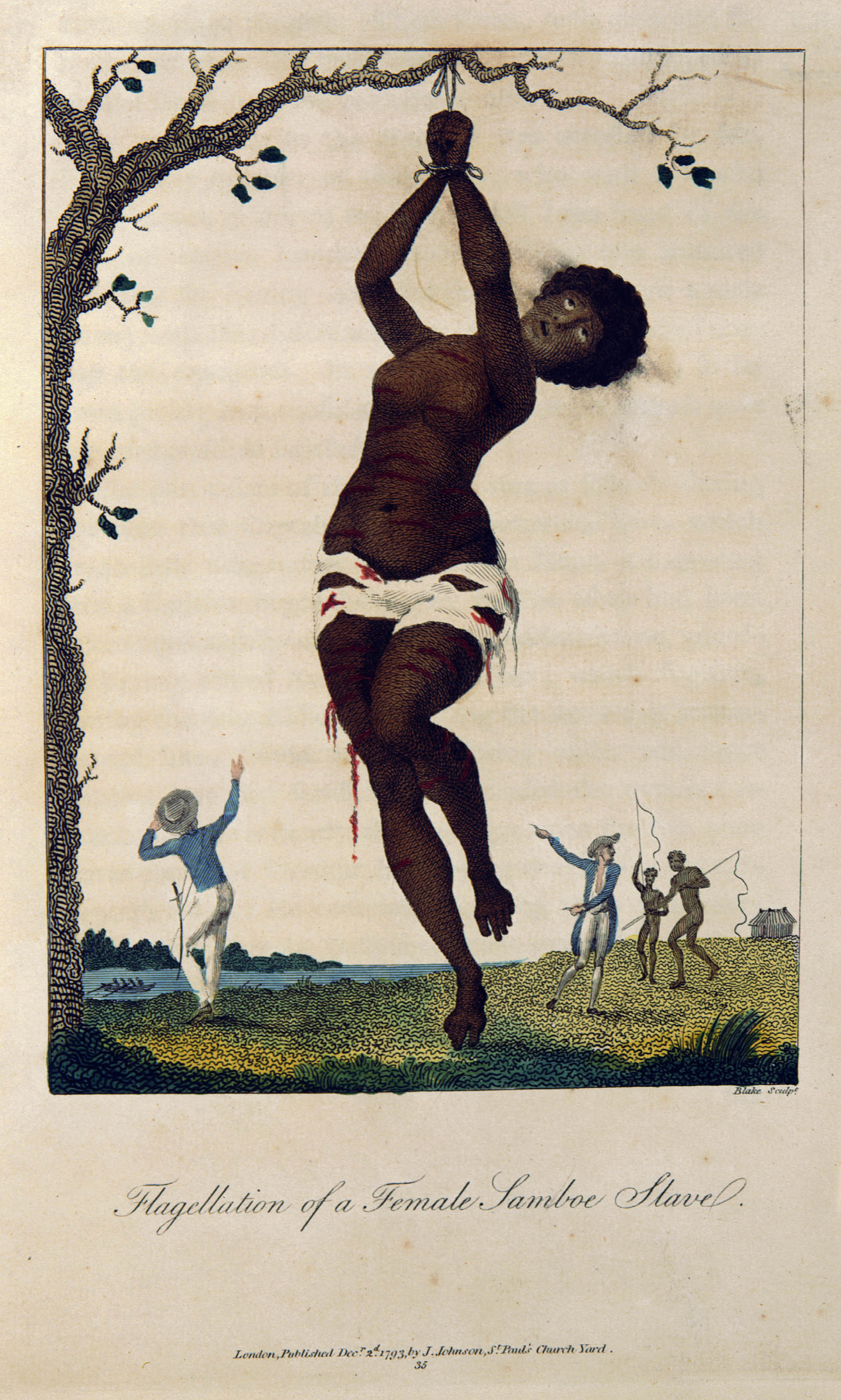
Gravure représentant un des châtiments pratiqués par les esclavagistes au Suriname.
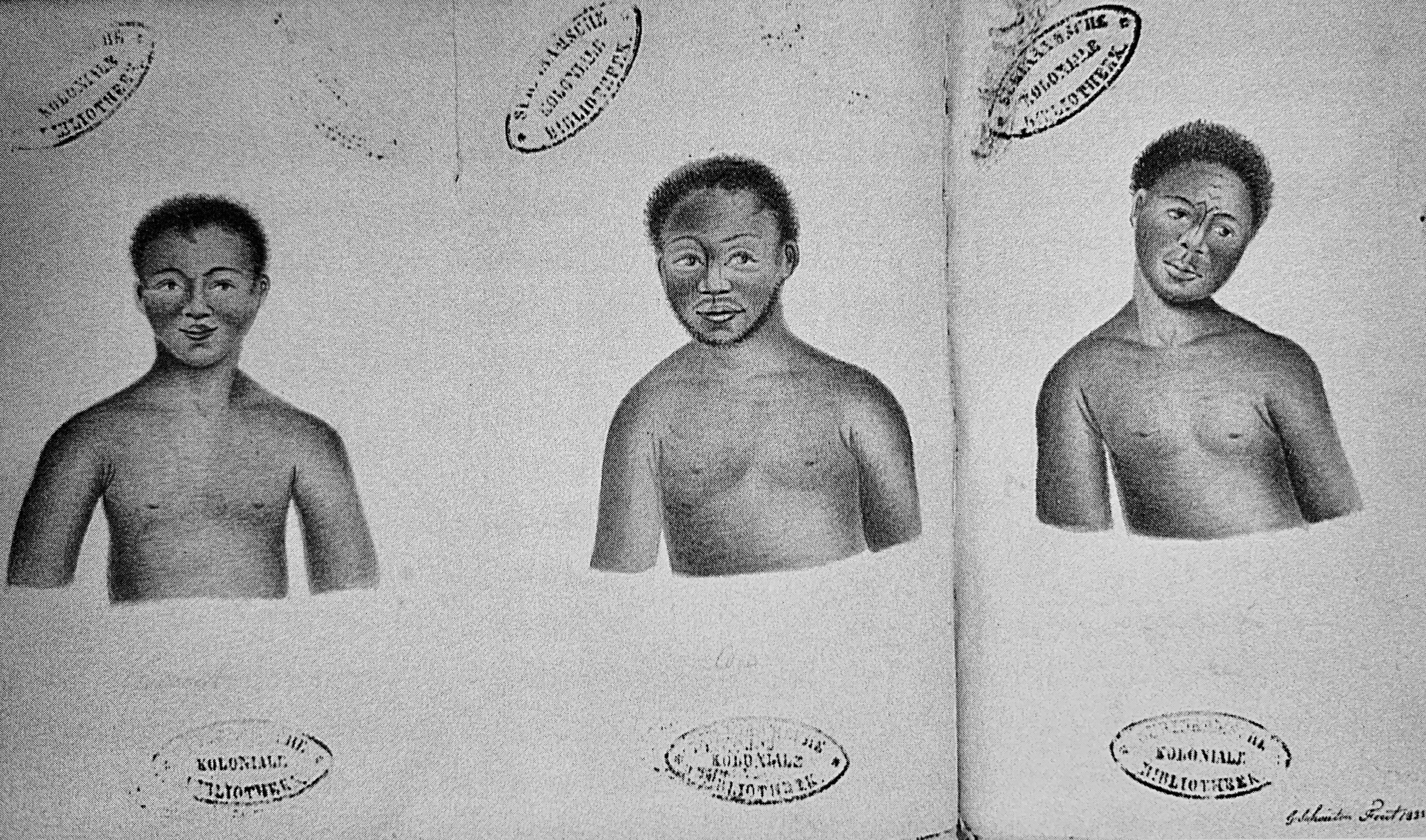
Portraits de Kodjo, Mentor et Present, deux jours avant leur exécution.

### Juridiction juive
Au Suriname, la communauté juive sépharade dispose d'un conseil appelé mahamad auquel les Anglais (en 1665) puis les Néerlandais reconnaissent le droit de juger les litiges mineurs dont la valeur ne dépasse pas 10 000 livres de sucre. Par exemple, en 1775, la mahamad examine 40 conflits, qui concernent en majorité des questions de dette internes à la communauté. Au fil du temps, le gouvernement colonial restreint les compétences de la mahamad en influant la codification de l'ascama. Dès 1787, la mahamad n'a plus le droit de prononcer des excommunications.

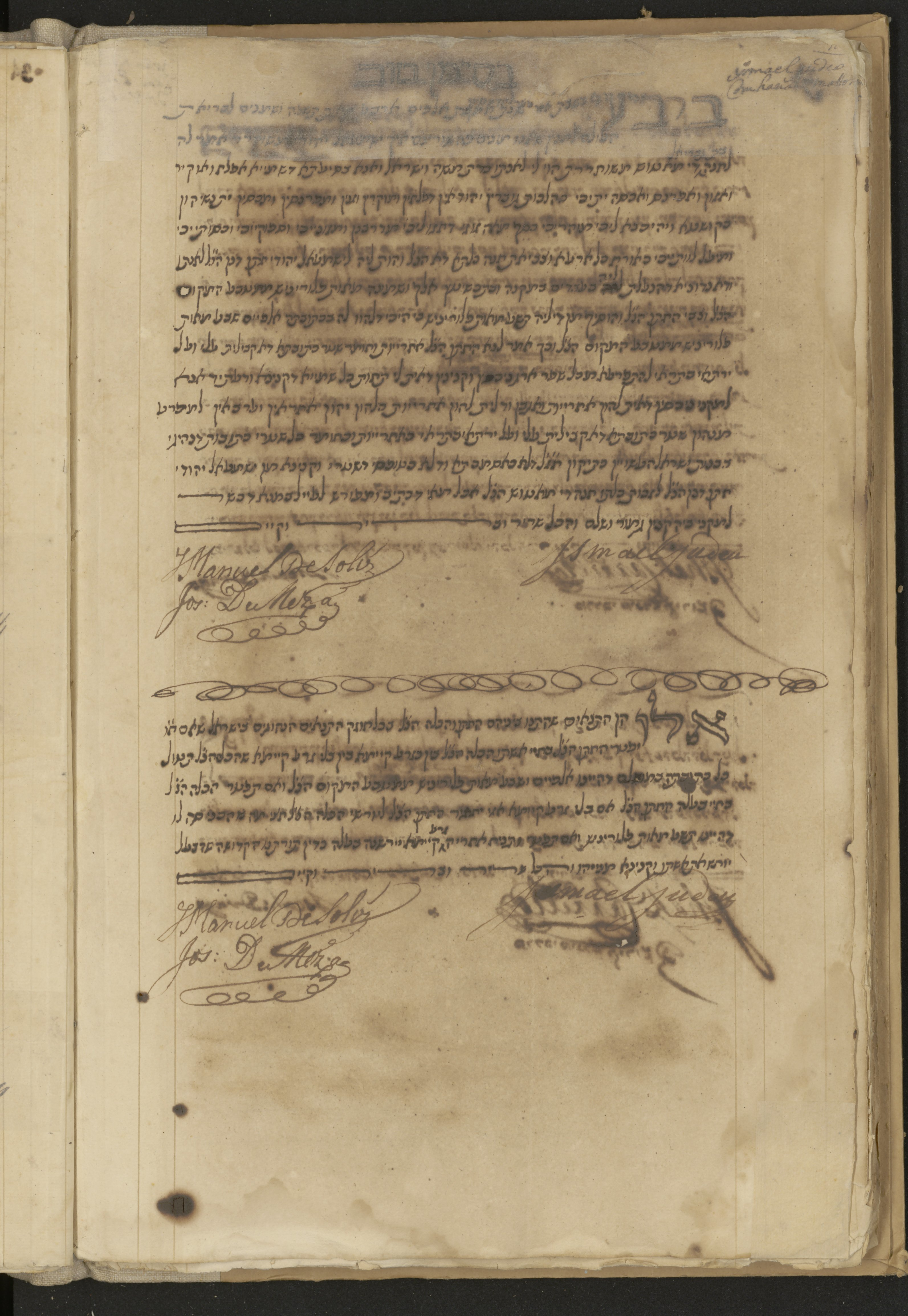
Ketouba de 1729, d'Ismael Jedau et de Hannah de Mattos, fille de Gabriel.

À partir de 1703, les autorités coloniales au Suriname exigent de le communauté juive lusophone que les mariages soient enregistrés à l'état-civil néerlandais, et en 1705 un rabin reçoit une amende pour avoir officié un mariage non-enregistré. À cette époque où les femmes ne peuvent quasiment pas agir en justice sans l'accord de leurs maris, les archives montrent qu'au long du XVIIIe siècle, quelques femmes juives saisissent les tribunaux coloniaux afin de faire valoir leurs droits matrimoniaux. Par exemple, certaines veuves contestent les termes de leur ketouba afin de garantir la priorité de leur héritage sur les droits des créanciers de leurs défunts maris. Un autre exemple typique où une femme obtenait un certain pouvoir juridique est lorsqu'une riche orpheline conteste son mariage arrangé.